# NeuroEvolution of Augmented Topologies
NeuroEvolution of Augmenting Topologies (NEAT) ist der Name eines genetischen Algorithmus, der künstliche neuronale Netze evolviert. Er wurde im Jahr 2002 von Ken Stanley an der University of Texas at Austin entwickelt. Aufgrund seiner praktischen Anwendbarkeit wird der Algorithmus in verschiedenen Bereichen des maschinellen Lernens genutzt. Es werden sowohl die Topologie als auch die Gewichte der Verbindungen im neuronalen Netz evolviert.
Die wesentlichen Eigenschaften von NEAT sind:
- die Zuweisung einer Identifikationsnummer (engl. Innovation number), die die vorteilhafte Rekombination verschiedener Topologien erlaubt,
- die Nischenbildung durch die Beschränkung der Rekombination auf einen Verwandtschaftsgrad und
- die zunehmende Diversität der Population bei anfänglicher Gleichförmigkeit.

Die Erweiterung HyperNEAT ermöglicht die Evolution deutlich größerer Netzwerke, indem geometrische Strukturen des gegebenen Problems ausgenutzt werden (z. B. die Steuerung mehrerer Beine).